# Notophthiracarus heterosetosus
Notophthiracarus heterosetosus är en kvalsterart som beskrevs av Wojciech Niedbała 1998. Notophthiracarus heterosetosus ingår i släktet Notophthiracarus och familjen Phthiracaridae. Inga underarter finns listade i Catalogue of Life.